# Aranyszavú Szent Péter
Aranyszavú Szent Péter (görögül Petros Chrysologos, latinul Petrus Chrysologus) (Imola, Ravenna mellett 400 körül – Ravenna, 450 körül), Ravenna püspöke, a homíliák doktoraként ismert kitűnő szónokot XIII. Benedek pápa emelte az egyháztanítók sorába 1729-ben.

## Élete
Cornelius, Imola püspöke avatta diakónussá, majd archidiakónus lett III. Valentinianus római császár közbenjárására. III. Szixtusz pápa tette meg Ravenna püspökévé 433 körül. A hagyomány szerint a pápa azért nem fogadta el a város saját választottját, mert álmában megjelent Péter apostol és Szent Apollinárisz, Ravenna első püspöke, egy fiatalembert mutattak be neki, és őt nevezték Ravenna új püspökének. S amikor Ravenna küldöttei megérkeztek, Szixtus pápa felismerte Péterben az álombeli fiatalembert, és őt szentelte fel.
Péter püspök rövid, de ihlettől áthatott beszédeket mondott. Amikor Galla Placidia meghallgatta első szentírás-magyarázatát, aranyszavúnak nevezte őt. Péter püspök elítélte az ariánus és monofizita tanokat, eretnekségnek nevezte őket. Homíliáit egyszerű és világos stílus jellemezte. Magyarázta az Apostoli hitvallást, beszélt Keresztelő Jánosról, Szűz Máriáról és az Ige megtestesülésének misztériumáról. Azt javasolta, hogy naponta részesüljön mindenki az eucharisztiában. Arra buzdította hívőit, hogy bízzanak a Jézus által hirdetett bűnbocsánatban. I. Leó pápa tanácsadója lett. A monofizita Eutükhész Pétert kérte meg, hogy járjon közben ügyében a pápánál, miután a 448-ban tartott konstantinápolyi zsinat elmarasztalta őt. Péter Eutükhésznek írt válaszát megőrizték a Khalkédóni zsinat határozatai között. Ebben Péter arra intette Eutükhészt, hogy vesse alá magát a zsinati határozatnak, és engedelmeskedjen Róma püspökének, Péter apostol utódjának. Félix, Ravenna érseke 176 homíliáját őrizte meg a 8. században. Péter püspököt mozaikkép ábrázolja a ravennai San Giovanni Evangelista templomban, a császári család keleti és nyugati ágának tagjai között, ami azt bizonyítja, hogy rendkívül nagy befolyással rendelkezett.